# Laura Lopez (Politikerin)

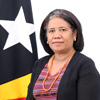
Laura Lopez

Laura Pina Menezes Lopez Belo (* 29. Januar), auch Laura Lopes, ist eine Politikerin und Frauenrechtlerin aus Osttimor.

## Werdegang
Als Schülerin arbeitete Lopez während der Besetzung Osttimors durch Indonesien als Botin für die Widerstandsbewegung.
Lopes war bis 2017 Direktorin der Nichtregierungsorganisation Pátria, als sie am 3. Oktober 2017 zur Staatssekretärin für Gleichstellung und soziale Eingliederung (tetum Sekretária Estadu da Igualdade do Jéneru no Inklusaun Sosiál SEIJIS) in der VII. Regierung Osttimors vereidigt wurde. Ihre Amtszeit als Staatssekretärin endete mit Antritt der VIII. Regierung Osttimors am 22. Juni 2018. Ihr folgte im Amt Maria José da Fonseca Monteiro de Jesus.